# Brodki (Słopnice)
Brodki – część wsi Słopnice w Polsce położona w województwie małopolskim, w powiecie limanowskim, w gminie Słopnice.
W latach 1975–1998 Brodki administracyjnie należały do województwa nowosądeckiego.